# Triaspis ruficollis
Triaspis ruficollis är en stekelart som först beskrevs av Cameron 1905.  Triaspis ruficollis ingår i släktet Triaspis och familjen bracksteklar. Inga underarter finns listade i Catalogue of Life.